# Президент магистрата
Президент магистрата — это должность в Москве в 1721 и 1723-1744 годы. 
Должность была прописана в тексте Главного магистрата в 1721 году. В 1723 году в Москве был создан Городовой магистрат, параллельно с ним ввелась и должность президента. В 1727 году Городовой магистрат было переименован в Ратушу, и должность стала именоваться "Президент Ратуши". В 1744 году функции Президента Ратуши были переданы бургомистрам и должность была упразднена. 
Деятельность Президента магистрата регулировалась рядом документов: именными императорскими указами, Регламентом Главного магистрата 1721 года, Инструкцией магистратам 1724 года, указами Главного магистрата, указами Сената, Генеральным регламентом, а также законами и правилами, регулирующими судопроизводство.    
Президент Магистрата являлся выборной должностью, за которую голосовала верхушка посадских людей Москвы. После выборов Президент утверждался Главным магистратом. С 1728 года должность акцептовывалась губернатором. Заработная плата Президента магистрата выплачивалась из доходов города Москвы. В подчинении у Президента Магистрата состояли бургомистры и ратманы.    
На заседаниях магистрата Президент руководил по основным направлениям: благоустройству и благочинству Москвы, сбору податей, а также председательствовал на заседаниях. В судопроизводстве магистрата Президент следил за соблюдением законов. После вынесения бургомистрами приговоров они поступали на акцептовку к Президенту магистрата. Президент также отвечал за исполнение императорских указов, а также указов Главного Магистрата.     